# Abolicionisme (drets dels animals)

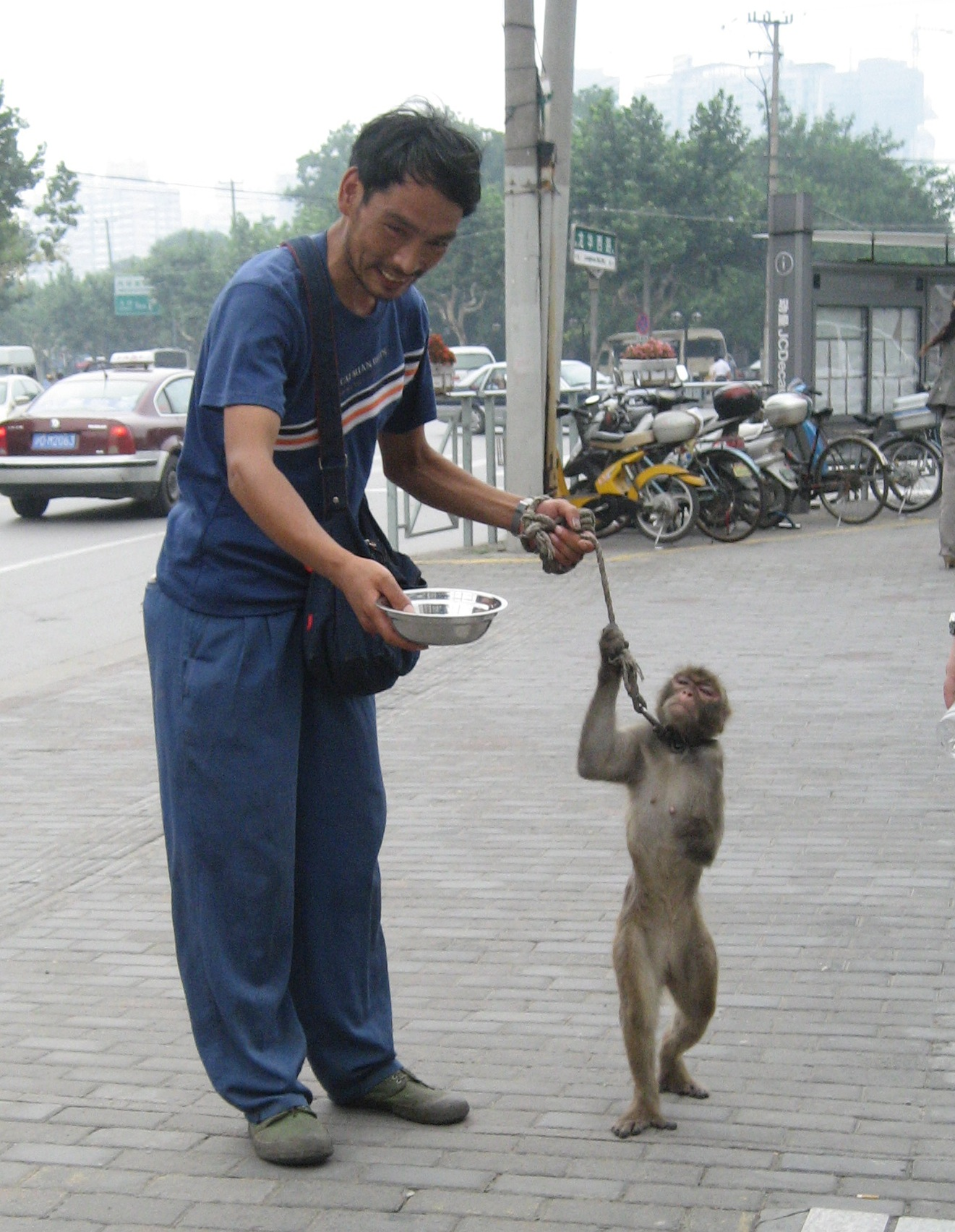
Un home subjecta un mico per una corda lligada al coll d'aquest, escena epítom de la idea de tenir animals com propietat, des del punt de vista del moviment pels drets dels animals.

L'abolicionisme dins del moviment dels drets dels animals és la idea que la propietat legal d'animals no humans és injusta, i que ha d'ésser abolida abans que el sofriment animal pugui ésser substancialment reduït. La posició abolicionista se centra en el fet que el benestar animal no només falla en combatre el sofriment animal, sinó que el prolonga fent que l'exercici dels drets sobre els animals sembli menys poc atractiu. L'objectiu dels abolicionistes és aconseguir un canvi de paradigma, amb el qual els animals no siguin considerats mai més com una propietat.
Un dels escriptors abolicionistes més importants és Gary Francione, professor de dret i filosofia a la Rutgers School of Law-Newark. Ell es refereix als grups pels drets dels animals que persegueixen assumptes de benestar, com People for the Ethical Treatment of Animals com "neo-benestaristes", agumentant que la seva intervenció comporta riscos pel que fa al públic sentir-se més confortable amb l'ús dels animals, fiançant el seu estatus de propietats. La posició de Francione és que, de fet, no hi ha moviment pels drets dels animals als Estats Units.

## Llectures addicionals
- Animal Rights: The Abolitionist Approach, Gary Francione's website.
- Dunayer, Joan (2004). Speciesism, Lantern Books.
- Francione, Gary (2008). Animals as Persons: Essays on the Abolition of Animal Exploitation, 2008.
- Francione, Gary (2000). Introduction to Animal Rights: Your Child or the Dog?.
- Francione, Gary (1996). Rain Without thunder: the Ideology of the Animal Rights Movement.
- Francione, Gary (1995). Animals, Property, and the Law.
- Torres, Bob (2007). Making a Killing: The Political Economy of Animal Rights.